# 牧野直隆
牧野 直隆（まきの なおたか、1910年10月6日 - 2006年7月18日）は、鹿児島県出身の野球選手、指導者、日本高等学校野球連盟会長。

## 来歴
慶應義塾商工学校から慶應義塾大学経済学部卒業。慶大野球部では主将・遊撃手として活躍。水原茂と三遊間コンビを組んだ。水原リンゴ事件の際には主将として混乱の収拾にあたり、早慶戦、大学野球の灯りを死守した。
1934年に鐘淵紡績に入社した後もアマチュア野球選手としてプレーを続け、同年の第8回全日本都市対抗野球大会では三原脩と共に全大阪チームのメンバーとして出場して優勝したほか、アメリカ・大リーグ選抜が2度目の来日をした際には全日本チームのメンバーに選ばれた経験も持つ。
戦後は、全鐘紡監督として1950年から都市対抗野球3連覇を果たす。1951年度の大会ではプロ球団南海ホークスの二軍選手が出向していた南海土建野球部と対戦した。前後して、東京六大学野球で審判員も務めた。
1981年、佐伯達夫の死去を受けて第4代日本高等学校野球連盟会長に就任。2002年11月に勇退するまで、11期21年の長期にて会長を務めた。その間、不祥事に対する連帯責任の緩和、外国人学校への門戸開放など高校野球の体質改善に努めた。
1996年、野球殿堂入り。1998年、勲三等瑞宝章受章。
2006年7月18日、膵臓癌のため兵庫県西宮市の病院で死去。95歳没。

## 略歴
- 1934年 - 慶應義塾大学経済学部卒業。鐘淵紡績に入社。
- 1961年 - 鐘淵紡績取締役に就任。
- 1969年 - 日本高等学校野球連盟副会長に就任。
- 1981年 - 日本高等学校野球連盟会長に就任。
- 1996年 - 野球殿堂入り。
- 1998年 - 勲三等瑞宝章受章。
- 2002年 - 日本高等学校野球連盟名誉会長に就任。
- 2006年7月18日 - 死去。95歳没。